# Bitva o Břest
Bitva o Břest byla posledním střetem 1. československého armádního sboru. Odehrála se 7. května 1945 u Břestu (severně od Kroměříže).

## Před bitvou
Na příkaz velitele 18. armády, generála Antona Josifoviče Gastiloviče, kterému byl 1. československý armádní sbor podřízen, měly síly sboru 7. května zaútočit ve směru Hulín – Břest – Přerov, a tím odříznout německé jednotky, jež se dosud nalézaly východně od Přerova. Ty by pak nemohly postupovat na západ ani postoupit k Olomouci, kde se dosud bojovalo. K prvnímu střetu došlo u Rymic a Količína 6. května, k druhému v Břestu následující den.
První zaútočil 4. prapor, avšak nedokázal Němce z Břestu zcela vytlačit. Alespoň se dokázal do jejich pozic vklínit, což jiné jednotky nedokázaly. Většina československých jednotek se nakonec musela stáhnout do výchozích pozic. Zůstaly jen 4. a 2. prapor.
Odpoledne zahájili Němci protiútok, ale byli odraženi. V noci ze 7. na 8. května se Němci z Břestu stáhli, ale tou dobou se již československé jednotky přesunovaly dále na západ, kde měly podpořit útok rumunské armády na Prostějov.